# Gin Basil Smash
Le Gin Basil Smash (également appelé à l'origine Gin Pesto ; du mot « basilic » et l'anglais smash) est un cocktail à base de gin, citron, sirop de glucose et de basilic. La recette s'est répandue dans le monde entier à partir de Hambourg depuis 2008 et est maintenant considérée comme un classique moderne,,. De base, il s'agit d'un gin sour, qui est complété par du basilic frais, donnant à la boisson une couleur verte vive.

## Histoire
Les Smash étaient à l'origine des boissons mixtes combinant un spiritueux avec du sucre et de la menthe. Connu sous le nom de Smash, Smasher ou Smash-up, un Mint julep simplifié a été populaire aux États-Unis pendant plusieurs années au milieu du XIXe siècle Il est apparu dans le livre de bar de 1862 de Jerry Thomas, How to Mix Drinks or the Bon-Vivant's Companion, sous trois variantes : Comme le Brandy Smash, Gin Smash et Whiskey Smash. La menthe était écrasée dans le verre avec du sucre et un peu d'eau, de l'alcool était ajouté, le verre était rempli de glace pilée et garni de brins de menthe. Peu de temps après, les Smashs sont tombés dans l'oubli, d'autant plus qu'ils différaient peu des juleps.
À la fin du XXe siècle, alors que les recettes du XIXe siècle redevenaient populaires, des barmen tels que Dale DeGroff mélangeaient à nouveau les Smashs. Suivant la tendance des bars de « style cuisine » qui a commencé à la même époque, des ingrédients frais provenant de la cuisine ont également été incorporés. Par exemple, DeGroff a en plus brouillé (écrasé) des morceaux de citron dans ses Smashs (de whisky), d'autres barmen ont mélangé des variations avec des jus d'agrumes et des herbes comme le Raspberry Thyme Smash, un smash à base de gin avec des framboises et du thym.
Selon le magazine Mixology, le premier Basil Smash aurait été mixé au printemps 2008, dans un bar d'Ulm appelé Blaupause récemment ouvert par le copropriétaire Hariolf Sproll et aurait été très bien accueilli. Inspiré du Whiskey Smash, il avait remplacé la menthe par du basilic et le whisky par du gin. Un peu plus tard, et vraisemblablement indépendamment, une boisson similaire a été créée dans le bar de Hambourg appelé Le Lion, qui venait également d'ouvrir. Le propriétaire du bar, Jörg Meyer, a déclaré que les Whisky Smashs et un cocktail non spécifié avec une garniture de basilic ont servi d'inspiration lors d'un voyage aux États-Unis. À l'origine, il a cité comme modèle le Raspberry Thyme Smash publié sur un blog américain en 2008. Contrairement à Sproll, Meyer a publié sa recette début juillet 2008 sur le blog Bitters, alors très suivi en le nommant « Gin Basil Smash - Gin Pesto ».

## Accueil
La recette de Meyer s'est répandue grâce aux réseaux sociaux et peu après, elle a figuré sur de nombreux menus de bar en dehors de l'Allemagne. Un an après son ouverture, Le Lion a été nommé Best New Cocktail Bar aux États-Unis en 2008, le meilleur bar à cocktail nouvellement ouvert au monde, ce qui a renforcé la popularité du Gin Basil Smash. La boisson est devenue la signature du bar avant la boisson maison originale, le « Coquetiez du Lion ».
En 2012, Meyer a proposé une variante de pré-mélange rapide dans son nouveau bar appelé Boilerman, qui ne servait que des highballs. Ce « Gin Basil Highball » a représenté 40 % des ventes du Boilerman en 2015, tandis que Le Lion servira 1 400 Gin Basil Smash dans les mois précédents. Parallèlement, Le Lion se présente comme « le berceau du Gin Basil Smash » et célèbre chaque 10 juillet 2008 l'« anniversaire » de ce cocktail. Variante de boissons mixtes classiques bien connues telles que le « Gin Sour » et le « Gin Smash », le Gin Basil Smash est désormais considéré comme un « classique moderne »,,. Bien qu'il n'existe aucune trace du bar dans lequel un basilic acidulé a été mélangé pour la première fois, en raison du manque de sources écrites, le Gin Basil Smash est attribué à Jörg Meyer.